# Teodoro Muzalon
Teodoro Muzalon (in greco Θεόδωρος Μουζάλων?; ... – 1294) è stato uno statista bizantino del XIII secolo.

## Biografia
Era probabilmente figlio del protovestiario Giorgio Muzalon e di Teodora Cantacuzena, nipote dell'imperatore Michele VIII Paleologo. Dopo l'assassinio del padre (25 agosto 1258), fu adottato da Michele Paleologo, che gli fece sposare una figlia (non precisamente identificata) della famiglia dei Cantacuzeni e lo nominò Logothetes tou genikou.  Si schierò però contro l'unione delle Chiese ortodossa e cattolica decisa nel Concilio di Lione del 1274, cosa che irritò profondamente l'imperatore, il quale ordinò che fosse castigato per mano del suo stesso fratello Leone, l'introduttore di corte (epi tôn eisagôgôn).
Con l'ascesa al trono di Andronico II (11 dicembre 1282), divenne il principale collaboratore dell'imperatore, con il titolo di “Mega Logoteta”. Partecipò alla deposizione del patriarca Giovanni Bekkos, sostenitore dell'Unione delle Chiese. Come il presunto padre, anche lui ebbe il titolo di protovestiario, poiché fu in questa veste che, intorno al 1290, si recò alla fortezza di San Gregorio, dove era detenuto il patriarca deposto, per portare soccorso. Vero e proprio primo ministro in questi anni (paradynasteuon), fu autorizzato a indossare un copricapo quasi simile a quello dei principi di sangue. Intorno al 1292, gravemente malato, fu sollevato dai suoi incarichi e sostituito da Niceforo Cumno. Prima di morire si fece monaco e fu sepolto a Nicea, nel convento di Tornicio.
Era un uomo molto istruito e ha lasciato una serie di scritti (tra cui un trattato contro l'insegnamento di Niceforo Blemmida sulla processione dello Spirito Santo) e alcune lettere. Sua figlia Eudocia, inizialmente promessa in sposa a Teodoro Paleologo, fratello dell'imperatore, sposò infine (il 22 maggio 1295) il figlio Costantino.